# Такая короткая долгая жизнь
«Такая короткая долгая жизнь» — советский восьмисерийный чёрно-белый телевизионный художественный фильм 1975 года, снятый режиссёром Константином Худяковым по роману Иосифа Ольшанского.
Премьера фильма состоялась 27 мая 1975 года на телевидении СССР.

## Сюжет
Действие фильма происходит в СССР с 1938 по 1961 годы вокруг истории трёх семей — Игнатьевых, Елисеевых и Калугиных.

## В ролях
- Геннадий Фролов — Иван Петрович Игнатьев, полярник, позже — учитель географии, директор школы (все серии)
- Светлана Немоляева — Елена Михайловна Игнатьева, учительница немецкого языка, первая жена Ивана Игнатьева (серии 1-2, 8)
- Вера Алентова — Настя Овчинникова, вторая жена Ивана Игнатьева (с четвёртой серии), уборщица в школе, позже — учительница начальных классов (все серии)
- Александр Лазарев — Константин Матвеевич Калугин, учитель литературы, позже — корреспондент радио и газеты (первая серия, серии 3-8)
- Люсьена Овчинникова — Тамара Павловна Калугина, медицинская сестра, жена Константина Калугина (все серии)
- Лариса Гребенщикова — Майя Елисеева, старшеклассница, позже — кандидат филологических наук (все серии)
- Надежда Федосова — Надежда Степановна, бабушка Майи (серии 1-5)
- Димитрий Кречетов — Серёжа Игнатьев (в возрасте 14 лет), сын Елены и Ивана Игнатьевых (первая серия)
- Алла Покровская — Маргарита Карловна, учительница немецкого языка (серии 1-2, восьмая серия)
- Лев Дуров — Степан Федюнин, первый муж Насти Овчинниковой (серии 2-3, седьмая серия)
- Борис Галкин — Игорь, муж Майи (вторая серия, серии 4-6, восьмая серия)
- Ольга Гобзева — Анна, балерина (серии 2-3, восьмая серия)
- Валентина Сперантова — тётя Дуся Игнатьева, мать Ивана Петровича (третья серия)
- Василий Бочкарёв — Сергей Игнатьев, сын Елены и Ивана Игнатьевых (серии 4-8)
- Анна Каменкова — Женя (серии 5-8)
- Лидия Савченко — Клавдия, подруга Насти Овчинниковой (серии 4-5)

## Съёмочная группа
- Автор сценария: Иосиф Ольшанский
- Режиссёр-постановщик: Константин Худяков
- Оператор-постановщик: Владислав Ефимов
- Художник-постановщик: Виктор Лесков
- Композитор: Юрий Левитин

## Песни
В фильме звучат песни на слова Михаила Матусовского — «Такая короткая долгая жизнь» (в исполнении Иосифа Кобзона) и «И продолжение следует» (в исполнении Аллы Пугачёвой).

## Место съёмок
Основные съёмки фильма прошли в Москве.
Дом, в котором жили все главные герои фильма — Дом Наркомфина.